# HD 92139

HD 92139 (HR 4167) är en trippelstjärna i den mellersta  delen av stjärnbilden Seglet, som också har Bayer-beteckningen variabelbeteckningen p Velorum.  Den har en kombinerad skenbar magnitud av ca 3,83 och är synlig för blotta ögat där ljusföroreningar ej förekommer. Baserat på parallaxmätning inom Hipparcosuppdraget på ca 37,3 mas, beräknas den befinna sig på ett avstånd på ca 88 ljusår (ca 27 parsek) från solen. Den rör sig bort från solen med en heliocentrisk radialhastighet på ca 21 km/s.

## Egenskaper
Primärstjärnan HD 92139 A är en vit till blå underjättestjärna av spektralklass F3 IV. Den har en massa som är ca 2,1 solmassor.  
Den primära komponenten i trippelstjärnan är en spektroskopisk dubbelstjärna vars komponenter har en omloppsperiod på 10,21 dygn. Den inre spektroskopiska dubbelstjärnan består av två stjärnor av spektraltyp F, en underjätte och en stjärna i huvudserien. Den tredje komponenten är en vit stjärna av spektralklass A6 V i huvudserien, som har en skenbar magnitud av ca 5,76. Den är separerad med 0,361 bågsekunder från primärstjärnan och har en omloppsperiod på 16,651 år.